# گل‌کوب پهلوخاکستری
گل‌کوب پهلوخاکستری (نام علمی: Dicaeum celebicum) نام یک گونه از سرده گل‌کوب‌های اصلی است.